# Artūras Karnišovas
Artūras Karnišovas (ur. 27 kwietnia 1971 w Kłajpedzie) – litewski koszykarz, występujący na pozycji skrzydłowego, wicemistrz Europy z 1995, dwukrotny brązowy medalista olimpijski, obecnie wiceprezes ds. operacji koszykarskich w Chicago Bulls.
Jako pierwszy koszykarz z terenów byłego ZSRR wyjechał do Stanów Zjednoczonych, aby grać i studiować na amerykańskiej uczelni, dodatkowo nie znał języka angielskiego.

## Osiągnięcia
Na podstawie, o ile nie zaznaczono inaczej
NCAA
- 2-krotny uczestnik rozgrywek NCAA Sweet Sixteen (1991, 1992)
- 2-krotny mistrz turnieju konferencji Big East (1991, 1993)
- 2-krotny lider sezonu zasadniczego konferencji Big East (1991, 1993)
- Laureat Haggerty Award (1994)[3]
- Zaliczony do I składu turnieju Big East (1993)

Drużynowe
- Mistrz:
  - Hiszpanii (1996, 1997, 2001)
  - Włoch (2000)
  - Katalonii (1995, 2001, 2002)
- Wicemistrz:
  - Euroligi (1996, 1997)
  - turnieju McDonalda (1997)
- Brązowy medalista mistrzostw Grecji (1998)
- 4. miejsce w Eurolidze (1999)
- Zdobywca:
  - pucharu Hiszpanii (2001)
  - superpucharu Włoch (1998)
- Finalista pucharu:
  - Hiszpanii (1996, 2002)
  - LSRR (1990)
- 3. miejsce w Pucharze Grecji (1998)

Indywidualne
- MVP:
  - FIBA EuroStars (1997)
  - finałów mistrzostw Katalonii (1995)
  - miesiąca ligi ACB (grudzień 1995)
- Koszykarz Roku Europy (1996)
- Uczestnik:
  - FIBA EuroStars (1997, 1998, 1999)
  - FIBA All-Star Game (1997)
  - ACB All-Star Game (1996, 2 x 2001)
  - greckiego meczu gwiazd (1997)
- Zaliczony do I składu turnieju McDonalda (1997)
- Lider strzelców finałów Euroligi (1996)

Reprezentacja
- Wicemistrz Europy (1995)
- Brązowy medalista:
  - olimpijski (1992, 1996)
  - Igrzysk Dobrej Woli (1998)
  - mistrzostw Europy U–16 z młodzieżową reprezentacją ZSRR (1987)
- Uczestnik mistrzostw:
  - świata (1998 – 7. miejsce)
  - Europy (1995, 1997 – 6. miejsce, 1999 – 5. miejsce)